# Eric Ambler
Eric Ambler, född 28 juni 1909 i London, död 22 oktober 1998 i London, var en engelsk författare. 
Ambler skrev huvudsakligen spionromaner. Han har även använt pseudonymen Eliot Reed, för böcker skrivna tillsammans med Charles Rodda, en pseudonym som Rodda dock även använde för sina egna verk.

## Priser och utmärkelser
- The Crossed Red Herring Award 1959 (för Passage of Arms)
- Edgarpriset 1964 för The Light of Day (Mitt på ljusa dagen/Topkapi)
- The Gold Dagger 1972 (för The Levanter)
- Grand Master-diplom 1974
- The Cartier Diamond Dagger 1986

## Filmatiseringar, urval
- 1943 Farlig medpassagerare (Journey into fear), regisserad av Norman Foster och med Joseph Cotten och Dolores del Río i huvudrollerna.
- 1943 Komplott i Ankara (Background to danger), regisserad av Raoul Walsh och med George Raft och Brenda Marshall i huvudrollerna
- 1944 Hotel Reserve/Epitaph for a Spy, regisserad av Lance Comfort, Mutz Greenbaum och Victor Hanbury och med bland andra James Mason
- 1944 Ödets män (The way ahead), regisserad av Carol Reed och med bland andra David Niven och Stanley Holloway
- 1944 Storsvindlaren Dimitrios (The mask of Dimitrios), regisserad av Jean Negulesco och med Sydney Greenstreet och Peter Lorre
- 1949 Längtan (The passionate friends/One Woman's Story), regisserad av David Lean och med Ann Todd, Claude Rains och Trevor Howard i huvudrollerna
- 1964 Topkapi, regisserad av Jules Dassin och med Melina Mercouri, Peter Ustinov och Maximilian Schell i huvudrollerna
- 1975 Journey into Fear, regisserad av Daniel Mann och med bland andra Sam Waterston och Yvette Mimieux